# Phonte

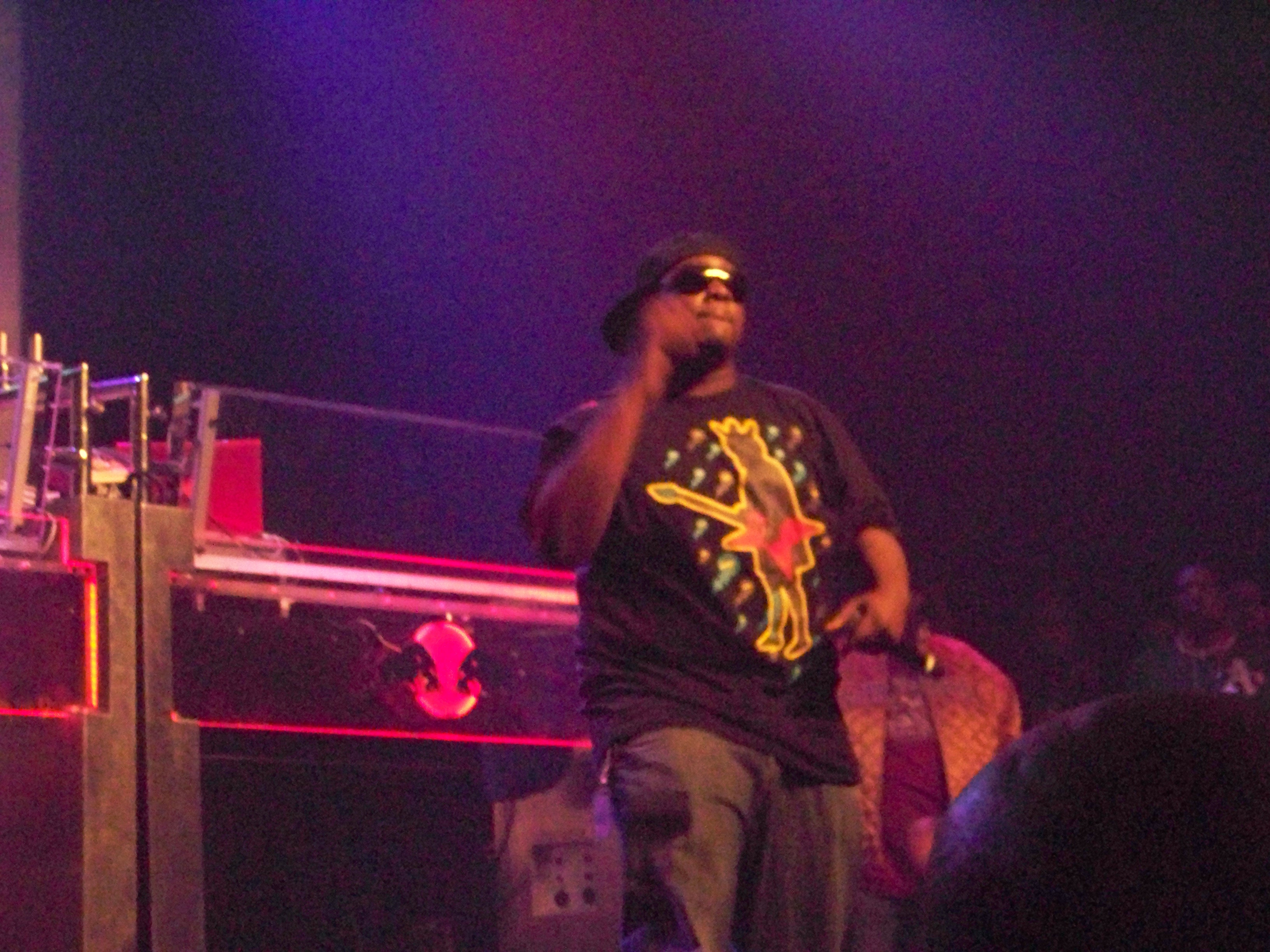
Fotografía de Phonte en uno de sus conciertos.

Phonte (nacido como Phonte Coleman) es un rapero estadounidense miembro del aclamado trío de Carolina del Norte Little Brother. Además de sus grabaciones con Little Brother, Phonte ha lanzado un álbum con el productor neerlandés Nicolay bajo el nombre en grupo de Foreign Exchange, llamado Connected, y ha producido para numerosos artistas, sobre todo del colectivo Justus League. También ha grabado música R&B bajo el nombre Percy Miracles. 